# NLite
Az nLite számítógépes programot Dino Nuhagic készítette. A programmal a Windows 2000, Windows XP (32/64 bit), Windows Server 2003  telepítő lemezei testre szabhatóak.
Fő felhasználási területek: 
- szervizcsomagok, javítások integrációja
- beépített komponensek eltávolítása, letiltása
- meghajtóprogramok integrálása és eltávolítása
- felügyelet nélküli telepítés[1]

A program utódjának tekinthetjük a Windows Vista alakítására készített vLite-ot. 2014 óta elérhető utódja, az NTLite. amivel a modern Windows verziókat, így a Windows 7-et, Windows 8/8.1-et, Windows 10-et és Windows 11-et is igény szerint átalakíthatjuk.
Az nLite a Windows XP-ig bezárólag támogatja a Windows telepítőlemez testreszabását.